# Reggie Gilliam
Reggie Travon Gilliam (* 20. August 1997 in Columbus, Ohio) ist ein US-amerikanischer American-Football-Spieler. Er spielt auf der Position des Tight End und Fullbacks für die Buffalo Bills in der National Football League (NFL).

## Karriere
Gilliam spielte von 2016 bis 2019 College Football an der University of Toledo für die Toledo Rockets. Er kam im Januar 2016 als Walk-on zum Team und spielte in seiner ersten Saison ein Spiel. In seinem zweiten Jahr kam er in vierzehn Spielen als Ersatz-Tight-End zum Einsatz. Er fing drei Pässe und lief zwei Mal mit dem Ball, darunter auch ein 1-Yard-Touchdown. zudem konnte er zwei Punts blocken. 2018 blockte er vier weitere Kicks, womit er einen Schulrekord für die Karriere aufstellte. Er kam in allen 13 Saisonspielen zum Einsatz, bei zwölf davon auch als Starter. Er fing drei Touchdowns und wurde ins 2nd-team All-MAC gewählt. Als Senior startete Gilliam alle 12 Spiele und fing neun Pässe. Insgesamt fing er 18 Pässe für 153 Yards und 3 Touchdowns.
Nachdem Gilliam im NFL Draft 2020 nicht ausgewählt worden war, nahmen ihn die Buffalo Bills unter Vertrag. In die Training Camps startete er als Fullback, weshalb er auch die Rückennummer 41 trug. Am 1. September 2020 änderte er diese in 86, was ihn als Tight End designierte. Hierbei konnte er überzeugen und schaffte den Sprung in den 53-Mann-Kader. Am 2. Spieltag gegen die Miami Dolphins fing Gilliam seinen ersten Touchdown. Er spielte als Tight End, Fullback und Runningback in 81 offensiven Snaps, kam aber auch in den Special Teams zum Einsatz.
Zur Saison 2021 wurde er wieder zum Fullback und wechselte zurück zur Trikotnummer 41. In der Saison kam er in allen 16 Spielen zum Einsatz, fünf davon als Starter. Erneut war er auch in den Special Teams aktiv, wo er 315 Snaps spielte. Am 7. August 2022 erhielt er durch seine guten Leistungen von den Bills eine Vertragsverlängerung über zwei Jahre.